# 岡部版画工房
岡部版画工房（おかべはんがこうぼう）はシルクスクリーン版画の工房である。
神奈川県足柄上郡松田町寄（やどりき）にある。

## 沿革
- 1964年 神奈川県秦野市に岡部徳三がシルクスクリーン工房を開設。シルクスクリーン版画の製作と同時に版元として活動を始める。岡部は日本におけるシルクスクリーン版画のパイオニアといわれる。[1]
- 1991年 大型版画作品の制作のため、神奈川県足柄上郡松田町寄に工房を移設。
- 1994年 有限会社岡部版画出版（神奈川県秦野市）を設立。

工房で製作した作品の出版事業（オリジナル・エディション）をおこなっている。

## 主な作家
- 靉嘔
- 草間彌生
- ジョン・ケージ
- 谷川晃一
- ナムジュン・パイク
- 彦坂尚嘉
- 堀浩哉
- 堀越千秋
- 藤江民
- 前田常作
- 元永定正
- 横尾忠則